# Trimetopon gracile
Trimetopon gracile — вид змій родини полозових (Colubridae). Ендемік Коста-Рики.

## Поширення і екологія
Trimetopon gracile мешкають в горах Коста-Рики. Вони живуть у вологих гірських тропічних лісах, серед опалого листя. Зустрічаються на висоті від 1300 до 2286 м над рівнем моря.